# Джерри (персонаж)
Джерри (англ. Jerry) — коричневый антропоморфный самец обыкновенной мыши, впервые появившийся на экране в 1940 году. Второй главный герой мультфильма «Том и Джерри».
Является основной целью в различного рода погонях и схватках для кота Тома, и старается постоянно устроить Тому какую-нибудь пакость. Ведёт независимый и приспособленческий образ жизни, в промежутках между стычками с Томом ворует продукты из холодильника на кухне, либо отдыхает.

## Описание
У Джерри есть сходство с Томом тем, что они оба любят вкусно поесть, проявлять интерес к знакомым кошечкам (хотя у Джерри были подружки мышки, но в некоторых сериях ему удается завоёвывать сердца подружек Тома). Мышонок любит есть сыр, лазить по холодильникам, также он любитель отдыхать и спать. В одной из серий видно, что Джерри лунатик.
Также Джерри любит спорт, играет в бейсбол, теннис, гольф, бильярд, боулинг и другие виды спорта, любит порыбачить. Сначала Джерри вместе с Томом жил в доме Мамочки-Два-Тапочка в неком провинциальном городке (или пригороде), но в более поздних сериях переехал в особняк в Нью-Йорке, где он паразитировал у молодой пары — Джордж и Джоан, владельцев Тома. Но в нескольких сериях было показано, что Джерри ночевал и внутри пианино, и внутри стола для бильярда, и на почте.
У Джерри имеется черта — доброта, он не бросает Тома в беде, даже если они друг с другом либо враждуют, либо дружат (в некоторых сериях он помогает Тому например, выгнать Молниеносного из дома, обдурить рокеров «Чесотников» в «Приключения Тома и Джерри», расследовать дело как показано в «Шоу Тома и Джерри» 2014 года где является общим сюжетом и так далее). Джерри также стал опекуном мышонка Таффи, в некоторых сериях он защищает своих друзей от Тома и его дворовых котов, часто исполняет просьбы своих товарищей, попадающих в беду, пользуется поддержкой пса Спайка против Тома и помогает ему. Иногда Джерри может подставить Тома, что он взял щенка Тайка. Спайк все это видит и защищает сына от кота.
Джерри необычайно силён для своих размеров - так, он может поднимать или кидать тяжелые предметы много крупнее себя. Также он может сильно ударить или избить Тома, когда сильно разозлён или загнан в угол. Кроме того, мышонок способен лаять по-собачьи.

## История

### Том и Джерри в детстве
В 1990 году Джерри носит красный бант, и у него на голове клок волос. Он часто насмехается над Томом (в виде котёнка), в большинстве случаев Джерри выигрывает. Иногда, в некоторых эпизодах, он дружит с Томом.

## Озвучивание

Эволюция Джерри

- Уильям Ханна (1940—1958) (голосовые эффекты)
- Сара Бернер (The Zoot Cat, Anchors Aweigh)
- Пол Фрис (Blue Cat Blues)
- Аллен Свифт (серии Джина Дейча) (голосовые эффекты)
- Джун Форэй и Мэл Бланк (серии Чака Джонса) (голосовые эффекты)
- Джон Стивенсон (Шоу Тома и Джерри)
- Фрэнк Уэлкер (Комедийное Шоу Тома и Джерри, Том и Джерри в детстве и Том и Джерри: Волшебное кольцо)
- Дана Хилл (Большое кино Тома и Джерри)
- Сэмюэл Винсент (Приключения Тома и Джерри)

## Влияние на массовую культуру
- Южнокорейский художник Хьюнко Ли создал проект «Animatus» — макеты скелетов мультипликационных персонажей, среди которых есть скелет кота Тома и мышонка Джерри. Скелеты созданы с учётом особенностей законов мультипликации. Автором композиции приняты во внимание тот уровень травм, который получают персонажи и скелеты созданы так, чтобы могли выдерживать такие деформации. Все композиции имеют латинские биноминальные названия, подобно реальным животным. Инсталляция с Джерри называется Mus Animatus[6][7][8]
- В песне Bike группы Pink Floyd есть упоминание о мыши по имени Джеральд. По-видимому, это упоминание о Джерри[источник не указан 2891 день]

| Оригинальный текст I know a mouse, and he hasn’t got a house. I don’t know why. I call him Gerald. He’s getting rather old, but he’s a good mouse. | Перевод Знаю я мышонка, у которого нет дома. Не знаю, почему. Я зову его Джеральд. Он становится довольно старым, но он хороший. |